# 밀양 영원사지 보감국사 승탑
밀양 영원사지 보감국사 승탑(密陽 瑩源寺址 寶鑑國師 僧塔)은 대한민국 경상남도 밀양시 활성동, 영원사지에 있는 승탑이다.
1972년 2월 12일 경상남도의 유형문화재 제12호 영원사지 보감국사묘응탑비으로 지정되었다가, 2018년 12월 20일 현재의 명칭으로 변경되었다.

## 개요
영원사터라고 전하는 곳에 각 부분이 흩어져 있던 것을, 1974년 11월 현재의 자리로 옮겨 세운 것으로, 고려 시대 승려인 보감국사의 부도(사리탑)로 추정된다.
8각의 평면을 기본형으로 하고 있으며, 탑신(塔身)의 몸돌이 없어진 채, 기단(基壇)과 지붕돌만이 남아 있다. 기단은 안상(眼象), 소용돌이치는 구름무늬, 연꽃무늬를 새겨 화려하게 장식하였다. 지붕돌은 목조건축을 모방하여 기와골과 막새기와까지 표현해 놓았다.
전체적으로 화려하고 복잡한 장식을 하고 있으며, 통일신라 후기의 양식을 계승하고 있다.

## 같이 보기
- 영원사지

## 참고 자료
- 밀양 영원사지 보감국사 승탑 - 국가유산청 국가유산포털